# Вантух Галина Мирославівна
Гали́на Миросла́вівна Ва́нтух — українська танцюристка, народна артистка України (2004), заслужена артистка України (1997); повний кавалер ордена княгині Ольги (2007, 2013, 2018 роки).

## Із життєпису
Дочка Мирослава та Валентини Вантухів. 1990 року закінчила хореографічну студію при Державному заслуженому ансамблі танцю УРСР ім. П. Вірського, викладач Ванда Володько, 1995-го — Київський інститут іноземних мов; 2001 року — Державну академію керівних кадрів культури і мистецтв.
Від 1990 року — артистка Національного заслуженого ансамблю танцю України ім. П. Вірського. З колективом гастролює в багатьох країнах світу. Сольні партії виконувала у хореографічних композиціях і танцях: «Гопак», «Козачок», «Ой під вишнею», «Подоляночка», «Хміль», «Чабани».